# Ballade pour un chien
Pour plus de détails, voir Fiche technique et Distribution.
Ballade pour un chien est un film français réalisé en 1967 par Gérard Vergez et sorti en 1969.

## Synopsis
Un vieillard solitaire aperçoit un chien dans un square ; il lui donne un morceau de pain et rêve à ce que sa vie deviendrait en compagnie de l'animal.

## Fiche technique
- Titre : Ballade pour un chien
- Réalisation : Gérard Vergez
- Assistant réalisation : René Allio
- Scénario et dialogues : Maurice Cury et Gérard Vergez
- Photographie : Patrice Pouget
- Son : Bernard Aubouy
- Musique : François Rabbath
- Montage : Henri Rust
- Société de production : Orpham Productions
- Société de distribution : Les Films Fernand Rivers
- Pays de production :  France
- Format :  Eastmancolor -  35 mm - son  Mono
- Genre : Film dramatique
- Durée : 90 minutes
- Date de sortie : 
  - France : 19 novembre 1969

## Distribution
- Charles Vanel : Viachet
- Julien Guiomar : Robin
- Claude Génia
- Colette Régis
- Denyse Roland

## Distinctions
Le film a été présenté au festival de Venise en 1968 et au festival de Cannes 1969 (sélection de la Quinzaine des réalisateurs).